# جائزة الأميرة صيتة بنت عبد العزيز للتميز في العمل الاجتماعي
جائزة الأميرة صيتة بنت عبد العزيز للتميز في العمل الاجتماعي جائزة سعودية سنوية أنشئت عام 2012 بأمر خادم الحرمين الشريفين الملك عبد الله بن عبد العزيز آل سعود، وأقيمت الدورة الأولى منها عام 2013م (1434هـ)، وتهدف لدعم التميز في العمل الاجتماعي محلياً ودولياً.

## أهداف الجائزة
- ترسيخ ثقافة العمل الاجتماعي والخيري والإنساني والتطوعي وتعزيز قيمه.
- تأصيل العمل المؤسسي الاجتماعي وتطويره.
- تقدير المتميزين في العمل الاجتماعي وتشجيعهم.
- تحفيز الهيئات الحكومية والأهلية للتميز والإبداع في العمل الاجتماعي.
- دعم الوقف الإسلامي وتشجيعه ليكون الرافد الأول للعمل الاجتماعي.
- إبراز المبادرات الرائدة والمتميزة.
- إبراز الجوانب المشرقة لتعمل الاجتماعي.
- حوكمة منظومة العمل الاجتماعي.
- بناء إرث وطني في مفهوم العمل الاجتماعي.
- تشجيع الإنجازات الوطنية والبرامج الاجتماعية المتميزة.
- تعزيز مفهوم المسؤولية الاجتماعية للشركات ودعمه ليكون رافداً مهماً في تنمية المجتمع.[3][4]

## فروع الجائزة
1. الإنجاز الوطني (للجهات).
2. التميز في الوقف الإسلامي (للجهات).
3. التميز في برامج العمل الاجتماعي (الجهات غير الربحية).
4. التميز لرواد العمل الاجتماعي (الأفراد).
5. المسؤولية الاجتماعية (الشركات الربحية)
6. الاستدامة البيئية (الجهات والأفراد).[5]